# Thomas Lance
Thomas Glasson Lance (St Pancras, Camden, Londres, 14 de juny de 1891 - Brighton, 29 de febrer de 1976) va ser un ciclista anglès que va prendre part en els Jocs Olímpics d'Anvers de 1920. Va participar en dues proves: en tàndem, formant parella amb Harry Ryan, guanyà la medalla d'or per davant la parella sud-africana i neerlandesa. En velocitat individual fou eliminat en les rondes de repesca.